# 李敦白
李敦白（1921年8月14日—2019年8月24日），美国学者，1944年—1979年期间曾長居在中国，是第二个加入中国共产党的美国公民。曾在延安工作，得以近距离观察中共领导人。中华人民共和国建立后，因先后牵涉苏联间谍案和“白求恩-延安造反团”而两次入狱。1993年出版了《The Man Who Stayed Behind》一书。

## 生平

### 早年经历：1921-1945
李敦白出生于美国南卡罗来纳州查尔斯顿的一个犹太家庭。曾先后就读于波特军事学校和北卡罗来纳大学教堂山分校，并最终在后者修读哲学，期间加入美国共产党。在美共机关报《工人日报》上看过毛泽东关于新民主主义论的文章，读过斯诺的《红星照耀中国》，听过纽约市华人洗衣所合唱团演唱的《义勇军进行曲》。
1942年参军，被派往斯坦福美军语言学校学习中文。老师中有张学良之女儿张闾瑛和美国作家安娜·路易斯·斯特朗。

### 中国经历：1945-1980
日本投降后，作为美國陸軍航空軍的军人于1945年9月15日飞抵昆明，负责处理美军和中国民间事务。昆明的开明书店老板把他的名字Rittenberg漢化译为“李敦白”。美军大规模复员，1945年11月，李敦白接到了退伍的命令，服役期已满。此时，李敦白跟昆明的地下党接上了组织关系，决定继续留在中国。云南地下党代表李国华告诉李敦白，毛泽东主席正在学英文，没有好的英文老师，建议到延安去教毛泽东主席学英语。
李敦白找到驻昆明美国陆航司令官亨利·奥兰德将军希望留华继续服役。不久被调到了美军驻上海的陆军总部，还是继续做理赔工作。李敦白拿着李国华的介绍信，找到了曾在缅甸和云南工作的《新华日报》社上海办事处主任徐迈进，进一步结识时任宋庆龄秘书的廖梦醒，又由廖介绍见到了宋庆龄，宋庆龄通过联合国善后救济总署卫生部副主任迈克·萨克斯博士的介绍，1946年初担任设在上海的联合国善后救济总署远东分署视察员，监督联合国提供的救济物资(主要是粮食)的分发工作，及时发现并向总部报告其中的贪污腐败和不公行为。
1946年4月初，到达武汉以北100多公里的湖北省礼山县(今大悟县)宣化店中共的中原解放区李先念、王震部队驻地，担任救济总署的驻地代表。
1946年5月8日，首次与到此视察的军事调处执行部三人小组成员周恩来见面。与周恩来同行的军调部美方执行处处长白鲁德准将向出自美军陆航又担任联合国善后救济总署官员的本国同胞李敦白谈话，李敦白表示正感到为难，带着联合国的救济物资到这里，但看起来这里像要打仗，是应该离开呢，还是运送更多的物资进来？很显然，这些被围困的人很需要粮食和其他物资。白鲁德准将说：我刚从满洲回来。在那儿，共产党占了优势，国军对他们没有办法，但在这个地方却是国军占了优势，我们准备让他们消灭共军。第二天上午白鲁德、周恩来等军调部视察小组离开后，李敦白把白鲁德的原话转告李先念。李敦白当时担心“更可怕的是，中原局的领导人中间恐怕也有人相信军事调处能够收到实效。”国民党高级将领孙元良事后在回忆录中认定，正是潜伏的美国“共谍”李敦白“从军调部美方负责人手中窃取了机密情报，拯救了李先念被国军围困的部队”。几个月后中原突围的李先念也到了延安，对李敦白说：非常感谢你提供的情况，虽然我们对国民党的意图已有防备，但有的同志，如中原局的代理书记，对美国抱有幻想，认为美国人不会让国民党发动内战，李敦白的“告密”不但让他们在与国民党的斗争中增加了一点底气，而且有利于说服自己的同志取得一致。
1946年5月底，李敦白从宣化店回到联合国善后救济总署远东分署驻地上海，想去解放区却不得其门而入，订了回美国的船票，去跟宋庆龄、廖梦醒告别，宋庆龄建议李敦白去南京国共谈判的周恩来道别，说既然你们已经在宣化店认识，就去告个别吧。李敦白去了南京梅园新村见到周恩来副主席和邓颖超。周恩来说，你不要急着走，等我设法让你去延安，亲自去见毛主席，看看我们老区的建设和学校，这样你回美国就有丰富的材料可讲可写了。我对他说，如果有机会留在延安工作，我很愿意。周恩来说这个到时候再说。不久李敦白取道北平，从军事调处执行部共方首席代表叶剑英处拿到介绍信。军事调处执行部美方首席代表饶伯森不批准李敦白搭乘美机赴延安，叶剑英亲自跟饶伯森交涉也不行。李敦白只好乘火车到了中共控制的张家口采访、参观、座谈一星期以代替未能成行的延安之行。在张家口第一天就碰到军调部驻当地军调小组的美方代表麦克唐纳上校，并跟李敦白讲这里的人多好多好，跟南京完全不同，没有贪污，关心老百姓，尽力帮助他们生产，但又说可是我们还是得消灭他们。李敦白问为什么，对方说因为如果他们掌权了，会跟苏联结合在一起，反过来打我们。从张家口临回北平前，被晋察冀军区司令员聂荣臻邀请留下，协助张家口的新华广播电台开办英语广播。
1946年10月19日李敦白到延安，抵达延安的当天就见到了毛泽东，并渐渐认识了他以及其他在延安的共产党核心领导成员。李敦白任新华社总社英语专家，把中共领袖们的讲话润色、编辑成地道英语，之后还翻译过一些毛泽东的文章。为来访的安娜·路易斯·斯特朗的翻译，开始熟悉毛泽东、朱德、刘少奇、周恩来等人。按他自己的说法，他曾经为毛泽东传递过两次与美国交好的信息，表示希望美国提供经济支援，并摆脱对苏联的依赖，但均为罗斯福（杜鲁门？）所拒绝。到延安没多久，由李先念、王震为介绍人，经中共中央书记处五大书记共同批准，李敦白的党籍转入中国共产党，是少有的外籍党员之一（马海德早在1936年就留在了陕北瓦窑堡中共中央驻地，抗战初期即加入中共，1949年后成为首位入籍中华人民共和国的外国人，李敦白则一直保留美籍）。
1949年，在西柏坡的李敦白被被涉进苏联方面认定的知名左翼记者、作家安娜·路易斯·斯特朗的所谓“美国特务案”中，被指控组织了一个国际间谍网。斯大林说他是美帝国主义派来破坏中国革命的间谍，要求毛泽东逮捕李敦白。李敦白在师哲等人的参与下被诱捕并被投入监狱六年多，有一年时间都被关在终年不见阳光的狱室里。李敦白回忆说：狱卒对他用药，让他一直焦虑暴躁、无法入睡。“他们以为你会崩溃，然后招供，”他说。“我崩溃了，可我没什么好招供的。所以场面有点尴尬。”期间第一任中国妻子（延安时广播电台同事）与他离婚。
1953年斯大林死后，1955年4月李敦白被释放。1956年与中央廣播事業局同事王玉琳结婚。
文化大革命期间，李敦白表现得非常激进。1966年10月1日，李敦白受邀在天安门城楼同毛泽东合影，毛澤東甚至还在李敦白的那本红宝书上签名。
1967年他成为有约70名外籍成员的白求恩-延安造反团头目，并在中央廣播事業局夺权。1967年4月8日《人民日报》发表了他的文章《中国文化大革命打开了通向共产主义的航道》。4月10日，他作为外国人代表在清华大学批斗王光美。他还批斗了当时居住在北京的一些其他外国人，包括马海德。9月，中央廣播事業局和很多外国人所住的友谊宾馆出现针对李敦白的大字报，将他划为“五一六分子”。
1968年2月21日，李敦白和白求恩-延安造反团的许多成员如爱泼斯坦和丘茉莉夫妇等被捕，关进秦城监狱，正式的定性是“卷入王力、关锋、戚本禹反革命集团”；妻子王玉琳则被下放五七干校。
1973年在押的外国人基本都被释放，但李敦白仍然被视为王力、关锋和戚本禹分子继续关押。
1977年11月19日被释放。因新华社同事的关系，李敦白与邓小平长女邓林相识，曾通过她给邓小平写过信，就外国专家应得到更多信任等问题提出建议，但信中未提及自己个人遭遇的事（当时他的家人仍为其彻底平反四处奔走）。五年后公安部才发文正式为其“特务”及“现行反革命活动”冤案平反。
1979年初，邓小平成功访美。1979年李敦白回美国探亲，并曾为《纽约时报》撰文讲述自己的第一印象，当年《纽约时报》也曾报道过他引人入胜的故事。

### 返回美国：1980-2019
1980年1月21日，胡耀邦在中央政治局会议上传达邓小平的指示，说有些问题，比如社会主义还是资本主义的问题，以后报纸上不允许讨论——此即有名的“姓社姓资不争论”方针。已回到新华社工作的李敦白看完这个文件，对妻子王玉琳说，看来我们该走了。不到两个月后，李敦白携家人彻底地离开中国。李敦白回美国定居前，曾去见时任国务院副总理的老战友王震告别。王震嘱托他，以前你经常给我们介绍美国的医生、教师、新闻记者，现在不需要介绍这些人了，你回去后介绍些财团人士给我们。李敦白答道，我从小干革命参加美共，最反对财团人士，也不认识他们。王震说，我们都要重新学习嘛，你看我一直是当官的，现在也要重新学习。
回美国后，最初寄居在姐姐家，靠妻子织毛衣、教中文和中国烹调勉强维持生活。后来和妻子王玉琳居住在美国华盛顿州福克斯岛，他们有三女一子。 1981年美國哥倫比亞廣播公司王牌主持人、时政记者迈克·华莱士来华采访。华莱士听说过李敦白的经历，请他当翻译，不算顾问，因为“CBS什么高级顾问都有”。采访组在南京的解放军一个对外开放的著名步兵师，在拍摄部队文工团表演时，对方开价五分钟八万美元，把华莱士团队吓住了。李敦白对现场负责人说，这个《60分钟》节目在美国有8000万观众，一旦播出，你们在美国就出名了，说不定有去美国演出的机会呢。对方于是一分钱不要允许拍摄。华莱士致电CBS总部，建议聘李敦白为顾问。最终CBS播出的访华报道还算友好，题目叫《今日中国，致富光荣》。
迈克·华莱士利用在美国的政商圈影响力，为返美后白手起家的李敦白提供了不少新的机会，李敦白一家终于度过了返美初期的艰难岁月。一面在太平洋路德大學做中国研究，一面经营自己的中国事务咨询公司Rittenberg & Associates。他的儿子小悉尼·里滕伯格（Sidney Rittenberg Jr.）作为商业顾问曾在2002年与习近平一起，介入美国柏克德公司和其他一些外国投资者在福建的一个发电厂投资项目。
2011年，一位BBC记者问李敦白，今天还有没有共产党。他回答说，“按照我了解的任何一种定义来判断，都已经没有了。今天没有多少道德底线。”
2012年，李敦白的故事被製作成紀錄片《The Revolutionary》。影片最后暗示，主人公对自己当初的选择感到后悔了。这让李敦白不满意，九十高龄仍赶去现场，向观众解释：我能参加中国革命，非常自豪，丝毫没有后悔自己的选择。又说，人是会犯错误的，除非你什么事都不干，这跟动机无关。这部纪录片的制片人露西·奥斯特兰德（Lucy Ostrander）说，她产生拍摄这部电影的念头，是因为读到了加里·里夫林2004年在《纽约时报》商业版发表的一篇介绍李敦白的文章。文中详细介绍了希望拓展中国业务的美国企业争相聘请李敦白担任顾问的故事。从那以后，英特尔、Nextel、微软等公司相继成为了他的客户。李敦白表示自己总能接触到中国的商界和政界领袖，他说，“在中国我们几乎可以见到任何需要见的人，因为他们都很好奇，都想见我。”华盛顿风险投资人约翰·查古拉（John Zagula）就曾向李敦白求教。查古拉说，“如果说他的狱中岁月留下了伤痕，他也通过某种方式把这些伤痕变成了对自己有益的东西。他很关键，有人脉，而且会用黑莓手机。他完全跟得上时代，了解世界的动向。”
2019年8月24日，李敦白在亚利桑那州斯科茨代尔去世。

## 婚姻
- 第一任妻子维奥莱特。婚姻维持三年，原因在于李敦白在美国其他州进行运动时，妻子另有新欢。
- 第二任妻子魏林。婚姻维持五年，离婚原因在于李敦白被关多年且无消息。
- 第三任妻子王玉琳。“她是典型的北京人，在和我结婚的50年中，共同渡过了上下起伏的生活。她就是我梦寐以求的最完善的生活伴侣”。

## 言论
李敦白前前后后在中国待了34年，总共在中国的监狱里待了16年。经历过共产党的內戰胜利、大跃进的恐怖，以及紧随其后的饥荒和文化大革命。多年来的历次采访当中，谈到那些年的恶行和破坏时，他表现出来的情绪是悲伤、愁苦、愤怒，甚至是耻辱。
李敦白在自传的序言中说，他像其他人一样，“走上共产主义道路，原因是希望建立一个更好的新世界。”“但同时，我也希望清晰地描绘随之而来的罪恶，”他写道。“我见证了罪恶，与罪恶并存。某些情况下我还曾参与其中，这让今天的我感到耻辱和羞愧。”
李敦白对毛泽东的看法是“融大英雄和大罪犯为一身。”他说，毛泽东待人冷淡、讲话缓慢，而且是“我见过的最好的倾听者。”他说，毛泽东有时也会“十分搞笑。” 

## 著作
- Sidney Rittenberg; Amanda Bennett. . Simon & Schuster. 1993年. ISBN 9780671735951 （英语）.
- Sidney Rittenberg; Amanda Bennett. . 林瑞唐譯. 台北: 智庫文化. 1994年8月11日. ISBN 978-957-8829-11-4 （中文（臺灣））.
- Sidney Rittenberg; Amanda Bennett. . 上海人民出版社. 2006年. ISBN 978-7-208-06483-6 （中文（中国大陆））.

## 资料来源
1. ↑  MARK MCDONALD. . 纽约时报. 2012-07-10  [2012-07-10]. （原始内容存档于2021-02-25）.
2. ↑  现并入波特-高德学校
3. 1 2  .   [2012-07-21]. （原始内容存档于2016-10-20）.
4. ↑  http://cn.nytimes.com/article/china/2012/11/16/c16bio/ （页面存档备份，存于） 纽约时报：习近平的升迁之路
5. 1 2  . 纽约时报中文网. 2012-07-16  [2017-07-21]. （原始内容存档于2022-01-21）.
6. ↑  ROBERT D. McFADDEN. . 纽约时报.   [2019-08-26]. （原始内容存档于2020-10-20） （中文）.